# Quzhou
Pour les articles homonymes, voir Quzhou (homonymie).
Quzhou (衢州 ; pinyin : Qúzhōu) est une ville du sud-ouest de la province du Zhejiang en Chine. On y parle le dialecte de Quzhou du wu. Dans les anciennes sources occidentales,depuis les rapports des missionnaires français, son nom était romanisé en Kyu-tchéou-fou ou Kiou-tchéou-fou.

## Subdivisions administratives
La ville-préfecture de Quzhou exerce sa juridiction sur six subdivisions - deux districts, une ville-district et trois xian :
- le district de Kecheng - 柯城区 Kēchéng Qū ;
- le district de Qujiang - 衢江区 Qújiāng Qū ;
- la ville de Jiangshan - 江山市 Jiāngshān Shì ;
- le xian de Changshan - 常山县 Chángshān Xiàn ;
- le xian de Kaihua - 开化县 Kāihuà Xiàn ;
- le xian de Longyou - 龙游县 Lóngyóu Xiàn.